# Лакур-Гайе, Жорж
Жорж Лакур-Гайе (фр. Jean Marie Georges Ferdinand Lacour Gayet; 31 мая 1856, Марсель — 28 декабря 1935, Париж) — французский историк. Отец экономиста Жака Лакур-Гайе.
Автор «Римской истории» (фр. Histoire romaine) в соавторстве с Полем Гиро (1883) и книги «Антонин Пий и его время» (фр. Antonin le Pieux et son temps»; 1888). Затем занимался историей Франции: написал, в частности, исследование «Военно-морской флот Франции при Людовике XVI» (фр. La Marine militaire de la France sous le regne de Louis XVI; 1905, второе изд. 1910), книгу «Наполеон: его жизнь, его труды, его время» (фр. Napoléon, sa vie, son oeuvre, son temps; 1921, предисловие маршала Жоффра) и четырёхтомную биографию Талейрана, изданную в 1928—1934 годах с предисловием Франсуа Мориака.
В 1911 году избран членом Академии моральных и политических наук (фр. Académie des sciences morales et politiques) — одной из пяти французских академий, объединённых в Институт Франции (фр. l’Institut de France).